# 최상희

최상희는 대한민국의 소설가이다. 1972년 전주에서 태어났다. 고려대 영어영문학과를 졸업하고 잡지사 기자로 십여 년간 일했다. 잘 다니던 회사를 갑자기 그만두고 그 후 어디에도 소속되지 않고 살고 있다. 학교 다닐 때 어른들에게 받던 질문을 학교를 졸업할 즈음부터 시작해 줄곧 스스로에게 하고 있다. “커서 뭐 될래?” 세 권의 여행서와 두 번째 소설을 내게 된 지금, 어렴풋이 ‘커서 되고 싶었던 것’이 이런 모습이 아니었을까 생각한다. 『그냥, 컬링』은 무지 될 수 있는 게 많은데도 그 무엇도 되지 못할까 봐 두려워하는 소년들에게 보내는 작은 메시지다. 『그냥, 컬링』으로 2011년 제5회 블루픽션상을 수상했다.

## 작품

### 소설
- 2014년 <델 문도> (사계절) ISBN 978-89-582-8773-5
- 2013년 <칸트의 집> (비룡소) ISBN 978-89-491-2328-8
- 2012년 <명탐정의 아들> (비룡소) ISBN 978-89-491-2320-2
- 2011년 <그냥 컬링> (비룡소) ISBN 978-89-491-2308-0
- 2011년 <옥탑방 슈퍼스타> (한겨레틴틴) ISBN 9788984314658

### 여행서
- 2012년 <제주도 비밀코스 여행(개정판)> (북노마드) ISBN 9788997835003
- 2010년 <강원도 비밀코스 여행> (웅진리빙하우스) ISBN 9788901114675
- 2011년 <사계절, 전라도> (북노마드) ISBN 9788954616201

## 상훈
- 2011년 - 제5회 <블루픽션상>